# Sagres, São Paulo
Sagres là một đô thị ở bang São Paulo của Brasil. 
Đô thị này nằm ở vĩ độ 21º53'01" độ vĩ nam và kinh độ 50º57'22" độ vĩ tây, trên khu vực có độ cao 419 m. Dân số năm 2004 ước tính là 2.329 người.

## Thông tin nhân khẩu
Dữ liệu dân số theo điều tra dân số năm 2000
Tổng dân số: 2.439
- Urbana: 1.578
- Rural: 861
- Homens: 1.243
- Mulheres: 1.196

Mật độ dân số (người/km²): 16,37
Tỷ lệ tử vong trẻ sơ sinh dưới 1 tuổi (trên một triệu người): 19,31
Tuổi thọ bình quân (tuổi): 69,48
Tỷ lệ sinh (số trẻ trên mỗi bà mẹ): 2,24
Tỷ lệ biết đọc biết viết: 81,30%
Chỉ số phát triển con người (HDI-M): 0,723
- Chỉ số phát triển con người - Thu nhập: 0,627
- Chỉ số phát triển con người - Tuổi thọ: 0,741
- Chỉ số phát triển con người - Giáo dục: 0,801

(Nguồn: IPEADATA)